# دریاچه سنژ
دریاچه سنژ (انگلیسی: Senezh Lake) یک دریاچه در استان مسکو کشور روسیه است.